# 古德蒙松山
古德蒙松山（英語：Mount Gudmundson）是南極洲的山峰，位於奧次地，處於福爾特海崖東北面11公里，屬於庫克山脈的一部分，海拔高度2,040米，美國地質調查局根據測量和美國海軍拍攝的空中照片繪入地圖，現時由南極條約體系管理。